# Dècada del 860
La dècada del 860 comprèn el període que va des de l'1 de gener del 860 fins al 31 de desembre del 869.

## Esdeveniments
- Continua l'expansió dels vikings
- Creació d'una facultat universitària a l'Imperi Romà d'Orient